# Jordan Petkov
Jordan Petkov (in bulgaro Йордан Петков?; Veliko Tărnovo, 11 marzo 1976) è un ex calciatore bulgaro.

## Carriera

### Club
Dopo aver giocato con varie squadre di club, nel 2011 si trasferisce all'Ermis Aradippou, squadra cipriota.

### Nazionale
Conta 4 presenze con la Nazionale bulgara.